# Чемпионат России по фигурному катанию 2015
Чемпионат России по фигурному катанию на коньках 2015 — соревнование по фигурному катанию среди российских фигуристов сезона 2014/2015 года, организованное Федерацией фигурного катания на коньках России.
Спортсмены соревновались в мужском и женском одиночном катании, парном фигурном катании и в спортивных танцах на льду.
Турнир проходил с 24 по 28 декабря 2014 года третий раз подряд в Сочи. По результатам чемпионата была сформирована сборная команда России на чемпионат Европы 2015 года.
Главным соперником Сочи на право проведения чемпионата был город Саранск.

## Участники
К участию в Чемпионате России допускаются спортсмены по наибольшей сумме набранных очков в виде на двух этапах Кубка России в соответствии с таблицей начисления очков за места, занятые спортсменами, а также по результатам участия в этапах и финале Гран-При среди взрослых и юниоров. В случае одинаковой суммы очков у одного или более спортсменов (пары), решающим является сумма судейских баллов, набранных в двух этапах. К участию в одиночном катании допускаются спортсмены, достигшие 14 лет. В одиночном катании допускается не более 18 спортсменов среди мужчин и женщин, в парном катании - не более 12 пар, в танцах на льду - не более 15 пар. Всего максимальное количество участников 90 человек.
Окончательный состав участников утверждается Исполкомом ФФККР.
Состав участников чемпионата был объявлен в 23 декабря.

### Несостоявшиеся участники
В начале осени стало ясно, что в чемпионате не примет участие пара, которая была запасной на зимних Олимпийских играх в Сочи, участники чемпионата мира прошлого года Юлия Антипова и Нодари Маисурадзе из-за тяжёлого заболевания партнёрши.
В середине октября было объявлено, что олимпийские чемпионы в командных соревнованиях 2014 года, экс-чемпионы Европы, прошлогодние чемпионы России в танцах на льду Екатерина Боброва и Дмитрий Соловьёв не примут участия в чемпионате из-за травмы партнёра. Однако уже в конце месяца сам Соловьёв опровег это сообщение. В декабре пара официально снялась с чемпионата.
В середине ноября прошло сообщение, что, возможно, чемпионат пропустит олимпийская чемпионка Сочи, прошлогодняя чемпионка страны, вице-чемпионка Европы Аделина Сотникова из-за травмы. В декабре данная информация подтвердилась.
Также в середине ноября стало ясно, что чемпионат пропустит лучшая российская пара двукратные олимпийские чемпионы Татьяна Волосожар и Максим Траньков. В ноябре Максиму была сделана операция.
Сразу по окончании финала юниорского Гран-при в декабре ведущая юниорская пара России Лина Фёдорова и Максим Мирошкин заявили, что они пропустят чемпионат.
Перед самой жеребьёвкой из-за травмы партнёра снялась одна из ведущих юниорских пар бронзовые призёры прошлогоднего чемпионата и юниорского мирового чемпионата Мария Выгалова и Егор Закроев.

## Результаты

### Мужчины
| Место | Имя                | Регион                            | Сумма баллов | КП | КП    | ПП | ПП     |
| ----- | ------------------ | --------------------------------- | ------------ | -- | ----- | -- | ------ |
| 1     | Максим Ковтун      | Москва / Свердловская обл.        | 271,52       | 1  | 98,14 | 2  | 173,38 |
| 2     | Сергей Воронов     | Москва                            | 270,53       | 3  | 91,24 | 1  | 179,29 |
| 3     | Адьян Питкеев      | Москва                            | 240.96       | 4  | 87,36 | 3  | 153,60 |
| 4     | Константин Меньшов | Санкт-Петербург                   | 237,27       | 2  | 92,37 | 5  | 144,90 |
| 5     | Гордей Горшков     | Санкт-Петербург                   | 228,56       | 7  | 75,29 | 4  | 153,27 |
| 6     | Артур Гачинский    | Санкт-Петербург / Москва          | 222,07       | 5  | 80,69 | 7  | 141,38 |
| 7     | Антон Шулепов      | Владимир / Санкт-Петербург        | 208,34       | 11 | 66,48 | 6  | 141,86 |
| 8     | Морис Квителашвили | Москва                            | 207,40       | 8  | 74,37 | 9  | 133,03 |
| 9     | Александр Петров   | Санкт-Петербург                   | 205,87       | 6  | 76,87 | 10 | 129,00 |
| 10    | Дмитрий Алиев      | Республика Коми / Санкт-Петербург | 204,46       | 12 | 64,36 | 8  | 140,10 |
| 11    | Александр Самарин  | Москва                            | 187,87       | 9  | 72,05 | 14 | 115,82 |
| 12    | Артём Лежеев       | Карелия / Санкт-Петербург         | 186,25       | 13 | 63,01 | 11 | 123,24 |
| 13    | Андрей Лазукин     | Самара / Санкт-Петербург          | 181,66       | 10 | 70,92 | 17 | 110,74 |
| 14    | Даниил Бернадинер  | Москва                            | 177,40       | 16 | 59,21 | 12 | 118,19 |
| 15    | Роман Галкин       | Киров / Санкт-Петербург           | 175,42       | 14 | 61,47 | 15 | 113,95 |
| 16    | Владислав Кайнов   | Санкт-Петербург                   | 175,25       | 17 | 57,54 | 13 | 117,71 |
| 17    | Евгений Власов     | Москва                            | 163,37       | 18 | 50,70 | 16 | 112,67 |
| WD    | Артур Дмитриев     | Санкт-Петербург                   |              | 15 | 60,82 |    |        |

WD — фигурист соревнования не закончил.

### Женщины
| Место | Имя                   | Регион                           | Сумма баллов | КП | КП    | ПП | ПП     |
| ----- | --------------------- | -------------------------------- | ------------ | -- | ----- | -- | ------ |
| 1     | Елена Радионова       | Москва                           | 217.45       | 1  | 74.13 | 1  | 143.32 |
| 2     | Елизавета Туктамышева | Санкт-Петербург / Удмуртия       | 212.35       | 2  | 73.62 | 2  | 138.73 |
| 3     | Евгения Медведева     | Москва                           | 209.81       | 3  | 72.57 | 3  | 137.24 |
| 4     | Анна Погорилая        | Москва                           | 204.51       | 4  | 71.17 | 4  | 133.34 |
| 5     | Серафима Саханович    | Москва / Санкт-Петербург         | 191.84       | 11 | 59.21 | 5  | 132.63 |
| 6     | Мария Сотскова        | Москва                           | 186.06       | 8  | 61.66 | 6  | 124.40 |
| 7     | Алёна Леонова         | Санкт-Петербург                  | 184.33       | 5  | 67.99 | 7  | 116.34 |
| 8     | Мария Артемьева       | Санкт-Петербург                  | 175.33       | 9  | 60.59 | 8  | 114.74 |
| 9     | Юлия Липницкая        | Москва / Екатеринбург            | 169.70       | 6  | 66.90 | 11 | 102.80 |
| 10    | Наталья Огорельцева   | Санкт-Петербург / Удмуртия       | 160.92       | 7  | 62.98 | 14 | 97.94  |
| 11    | Мария Ставицкая       | Санкт-Петербург                  | 160.85       | 12 | 58.09 | 12 | 102.76 |
| 12    | Александра Проклова   | Москва                           | 160.08       | 15 | 51.85 | 9  | 108.23 |
| 13    | Диана Первушкина      | Самарская обл. / Московская обл. | 152.67       | 16 | 50.17 | 13 | 102.50 |
| 14    | Екатерина Баянова     | Пермь                            | 151.25       | 14 | 53.70 | 15 | 97.55  |
| 15    | Алсу Каюмова          | Москва                           | 148.76       | 18 | 44.86 | 10 | 103.90 |
| 16    | Елизавета Ющенко      | Москва                           | 145.04       | 10 | 60.11 | 17 | 84.93  |
| 17    | Мария Горохова        | Санкт-Петербург                  | 142.31       | 17 | 45.51 | 16 | 96.80  |
| 18    | Полина Коробейникова  | Москва                           | 141.39       | 13 | 57.48 | 18 | 83.71  |

### Парное катание
| Место | Имена                                     | Регион                   | Сумма баллов | КП | КП    | ПП | ПП     |
| ----- | ----------------------------------------- | ------------------------ | ------------ | -- | ----- | -- | ------ |
| 1     | Ксения Столбова / Фёдор Климов            | Санкт-Петербург / Москва | 212,10       | 1  | 75,72 | 2  | 136.38 |
| 2     | Евгения Тарасова / Владимир Морозов       | Москва / Татарстан       | 208,23       | 3  | 70,29 | 1  | 137,94 |
| 3     | Юко Кавагути / Александр Смирнов          | Санкт-Петербург          | 207.68       | 2  | 71,81 | 3  | 135,87 |
| 4     | Кристина Астахова / Алексей Рогонов       | Москва                   | 174.52       | 6  | 57,63 | 4  | 116,89 |
| 5     | Вера Базарова / Андрей Депутат            | Москва / Саранск         | 172,73       | 4  | 60,98 | 6  | 111.75 |
| 6     | Василиса Даванкова / Александр Энберт     | Москва / Санкт-Петербург | 171,60       | 7  | 54,84 | 5  | 116.76 |
| 7     | Наталья Забияко / Юрий Ларионов           | Москва / Саранск         | 166.03       | 5  | 59,96 | 7  | 106.06 |
| 8     | Арина Чернявская / Антонио Соуза-Кордейру | Москва                   | 155.10       | 8  | 52,22 | 8  | 102,88 |
| 9     | Анастасия Губанова / Алексей Синцов       | Пермь                    | 149,39       | 9  | 51,13 | 10 | 98,26  |
| 10    | Татьяна Кузнецова / Семён Степанов        | Пермь                    | 142,96       | 10 | 43,89 | 9  | 99,07  |

### Танцы на льду
| Место | Имя                                    | Регион                           | Сумма баллов | КТ | КТ    | ПТ | ПТ     |
| ----- | -------------------------------------- | -------------------------------- | ------------ | -- | ----- | -- | ------ |
| 1     | Елена Ильиных / Руслан Жиганшин        | Москва                           | 171.41       | 1  | 70.35 | 2  | 101.06 |
| 2     | Ксения Монько / Кирилл Халявин         | Москва                           | 167.19       | 3  | 65.72 | 1  | 101.47 |
| 3     | Александра Степанова / Иван Букин      | Москва                           | 166.19       | 2  | 66.36 | 3  | 99.82  |
| 4     | Виктория Синицина / Никита Кацалапов   | Москва                           | 158.57       | 4  | 60.79 | 4  | 97.78  |
| 5     | Тиффани Загорски / Джонатан Гурейро    | Москва                           | 145.13       | 5  | 59.62 | 5  | 85.51  |
| 6     | Евгения Косыгина / Николай Морошкин    | Московская обл. / Самарская обл. | 132.84       | 6  | 52.76 | 6  | 80.08  |
| 7     | Людмила Сосницкая / Павел Головишников | Москва                           | 112.19       | 7  | 43.58 | 7  | 68.61  |
| 8     | Маргарита Белякова / Дмитрий Волков    | Нижний Новгород                  | 95.77        | 8  | 37.12 | 9  | 58.65  |
| 9     | Анастасия Сафронова / Илья Зимин       | Санкт-Петербург                  | 92.13        | 9  | 32.61 | 8  | 59.52  |
| 10    | Анжелика Канивец / Алексей Чижов       | Екатеринбург                     | 83.49        | 10 | 29.95 | 10 | 53.54  |

## Состав сборной команды
Состав сборной команды России для участия в чемпионатах Европы формировался исходя из результатов национального чемпионата и с учётом мнения тренерского совета. По результатам чемпионата России 2015 года тренерский совет совместно с Федерацией (заседание Исполкома Федерации состоялось 28 декабря 2014 года в Сочи) утвердили следующий состав сборной:
- В мужском одиночном катании: Максим Ковтун (1-е место), Сергей Воронов (2-е место) и Адьян Питкеев (3-е место). Запасные: Константин Меньшов (4-е место), Гордей Горшков (5-е место) и Артур Гачинский (6-е место).
- В женском одиночном катании: Елена Радионова (1-е место), Елизавета Туктамышева (2-е место) и Анна Погорилая (4-е место). В женском одиночном катании, сборная формировалась с учётом возрастных ограничений ИСУ, так как спортсменка занявшая 3-е место, ещё не имеет права участвовать в чемпионате Европы. Запасные: Аделина Сотникова, Алёна Леонова (7-е место) и Мария Артемьева (8-е место), спортсменки занявшие 5-е и 6-е места, ещё не имеют права участвовать в европейском чемпионате.
- В парном катании: Ксения Столбова / Фёдор Климов (1-е место), Евгения Тарасова / Владимир Морозов (2-е место) и Юко Кавагути / Александр Смирнов (3-е место). Запасные: Кристина Астахова / Алексей Рогонов (4-е место), Вера Базарова / Андрей Депутат (5-е место) и Татьяна Волосожар и Максим Траньков.
- В танцах на льду: Елена Ильиных / Руслан Жиганшин (1-е место), Ксения Монько / Кирилл Халявин (2-е место) и Александра Степанова / Иван Букин (3-е место). Запасные: Виктория Синицина / Никита Кацалапов (4-е место) и Екатерина Боброва / Дмитрий Соловьёв.